# 收藏

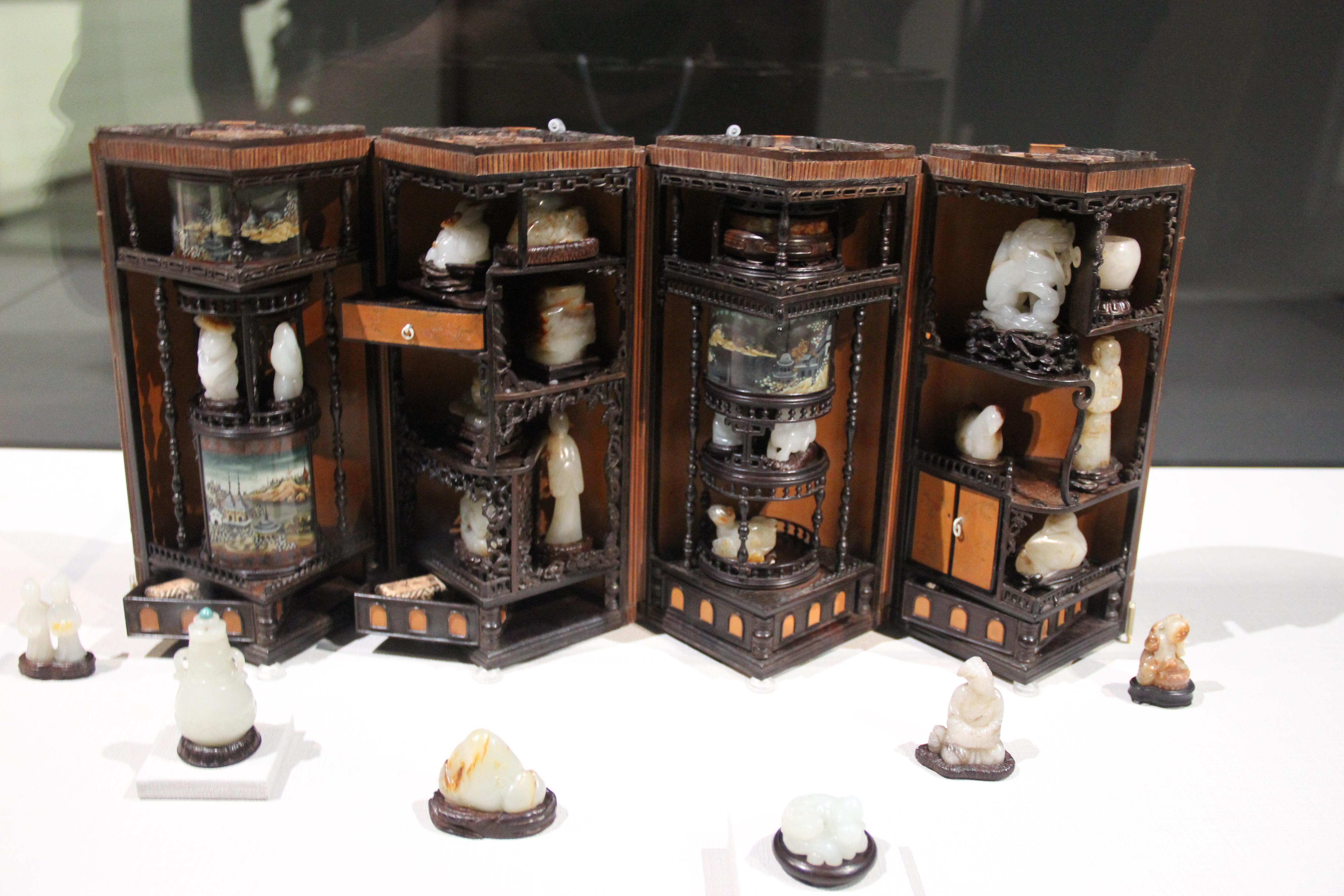
乾隆帝用於收藏珍玩的收納箱稱為「多寶格」，箱匣採取便於賞玩的設計，現藏於國立故宮博物院。

收藏是一种对于物品的搜集、储存、分类与维护的癖好。收藏的歷史源自歐洲王公貴族的「珍奇櫃」，櫃子設有隔間與玻璃櫥窗，用於陳列珍貴工藝品（人造精美古文物或藝術品）、自然物品（怪誕獵奇的大自然生物標本、化石、骨骼或礦物等）、奇珍異寶（來自其他國家或文化的異國情調物品、動植物等）和科學儀器（科學研究有關的儀器設備，如星盤、鐘錶等）等珍稀收藏。收藏家的收集对象通常是有价值的古董，但也可能是其他的小东西。集邮、火柴盒贴画、公仔与明信片是较为主流的收集项目。

## 歷史
收藏是從古早文化開始就存在的行為。埃及托勒密王朝的收藏已知世界各地的典籍於亞歷山大圖書館。文藝復興時期佛羅羅斯的美第奇家族收集藝術品，並開啟私人贊助藝術家的先河，這個傳統一直延續現今的藝術收藏家。許多世界上流行的博物館，從紐約大都會博物館、馬德里提森-博內米薩博物館到墨西哥城弗朗茨·邁耶博物館，都是收藏家捐贈收藏成為能供民眾觀賞的館藏。個人的收藏癖則可以追溯至從魯道夫二世開始，專門收藏文藝復興時期藝術珍品的珍奇百寶屋（Cabinet of curiosities）。有計劃的收集可以追溯到喬治·托馬森與薩繆爾·佩皮斯。在18世紀的巴黎、倫敦與阿姆斯特丹有收藏版畫及古董珍品及藝術市場的記載。在19世紀的工業化國家，因為休閒活動的興起，越來越多人投入收藏的領域。當時從東方國家收集古董瓷器、家具及裝飾物品蔚為興盛。
自1945年以來，包括仇炎之、趙從衍與曹興誠等三位華人獲蘇富比評選為當代百大私人收藏名家之列。

## 種類

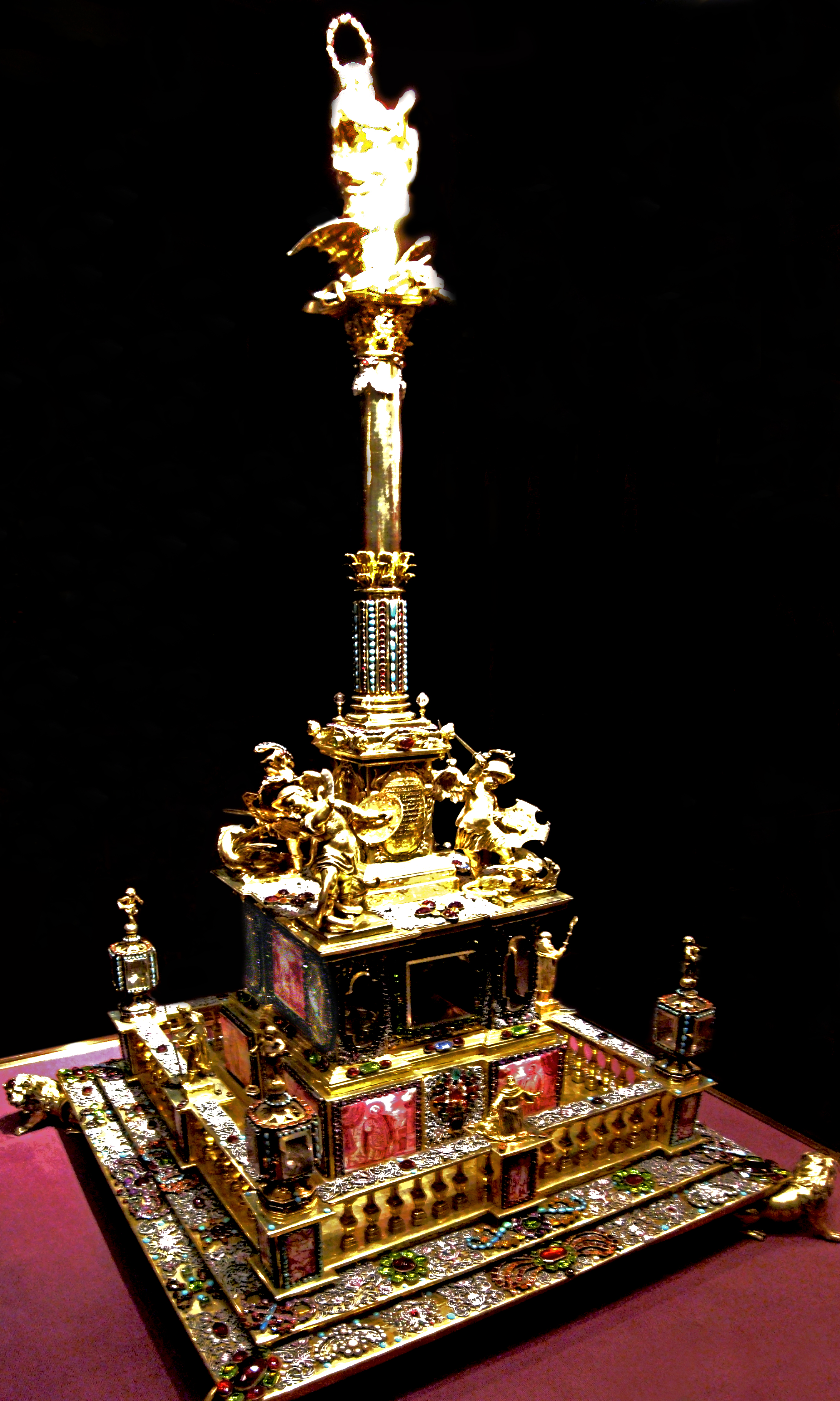
維也納皇家珍寶館王室收藏。

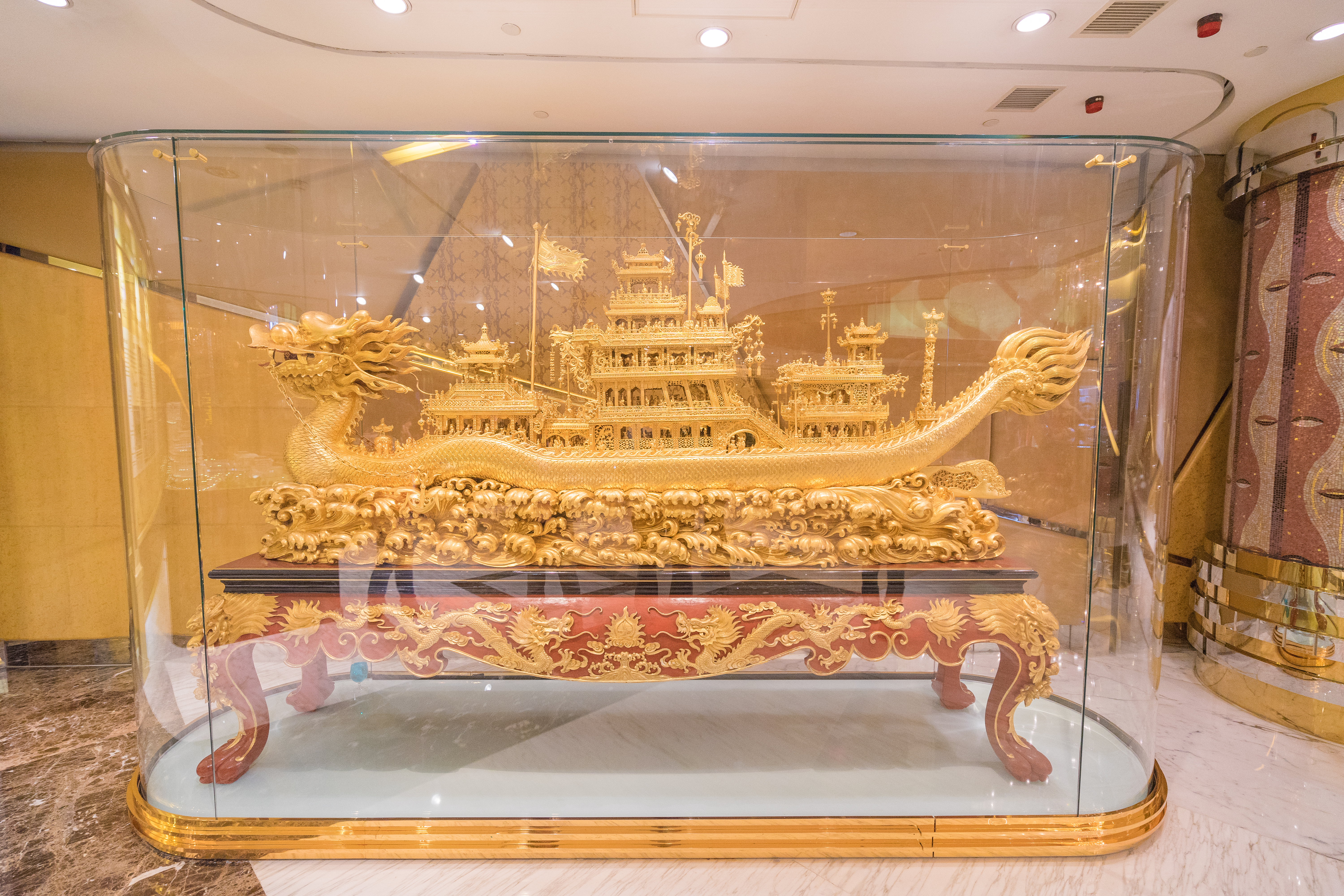
何鴻燊收藏的純黃金龍船雕件，現陳列於新葡京酒店大廳。

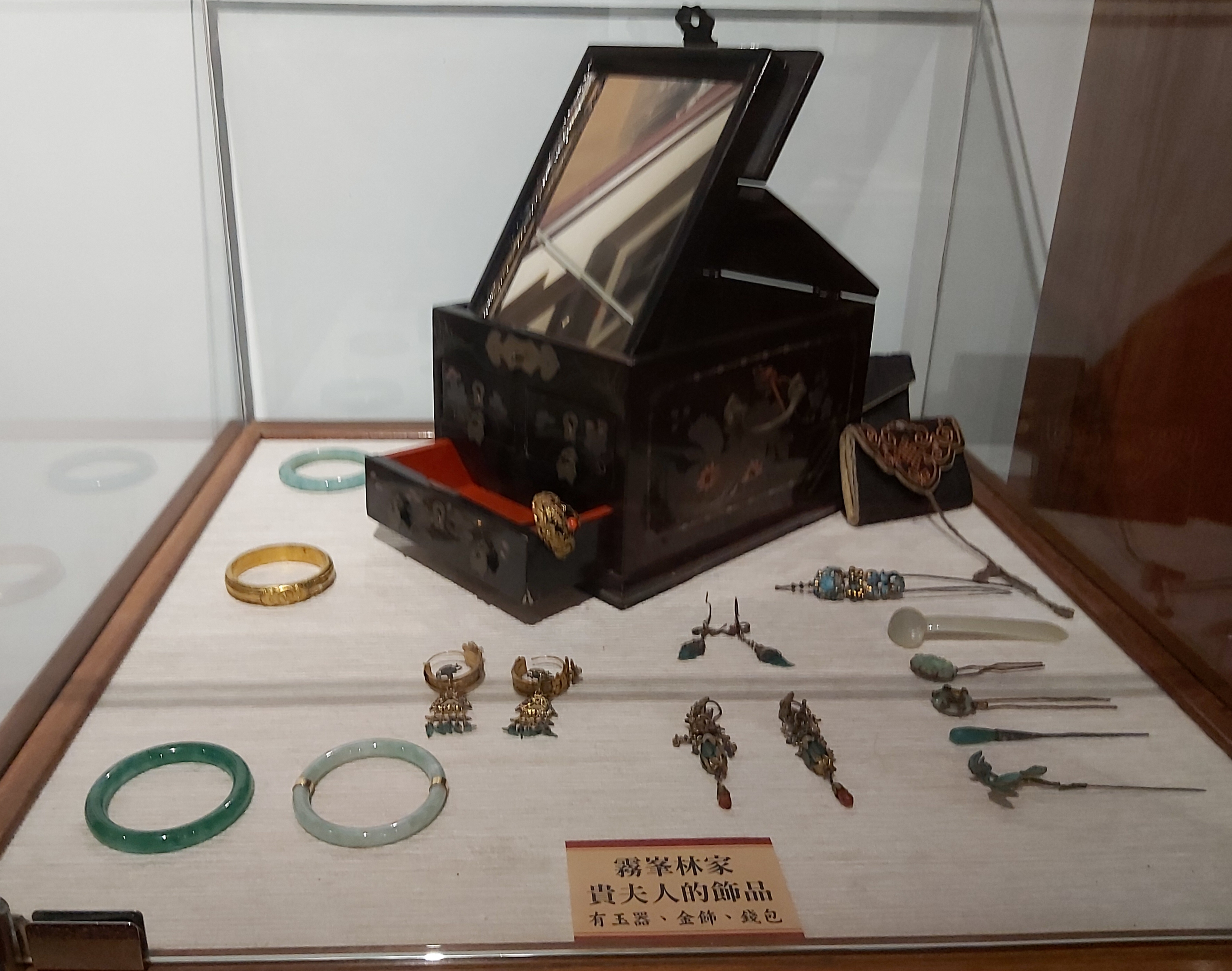
霧峰林家的首飾收藏，現藏於臺中市霧峰區林獻堂博物館。

### 廣告
- 廣告收藏品
- 火柴盒貼畫
  - 火柴盒
- 贈品

#### 品牌產品
- 奢侈品
- 雅芳
- 金宝汤公司
- 名酒
- 茶磚
- 可口可乐
- 迪士尼
  - 迪士尼徽章交換
- 哈雷摩托車
- 車牌
- 约翰迪尔
- Zippo打火機

### 建築
- 壁爐
- 家具
- 燈具、燈罩
- 锁、鑰匙
- 瓷砖
- 瓦片
- 擺飾

### 藝術、音樂

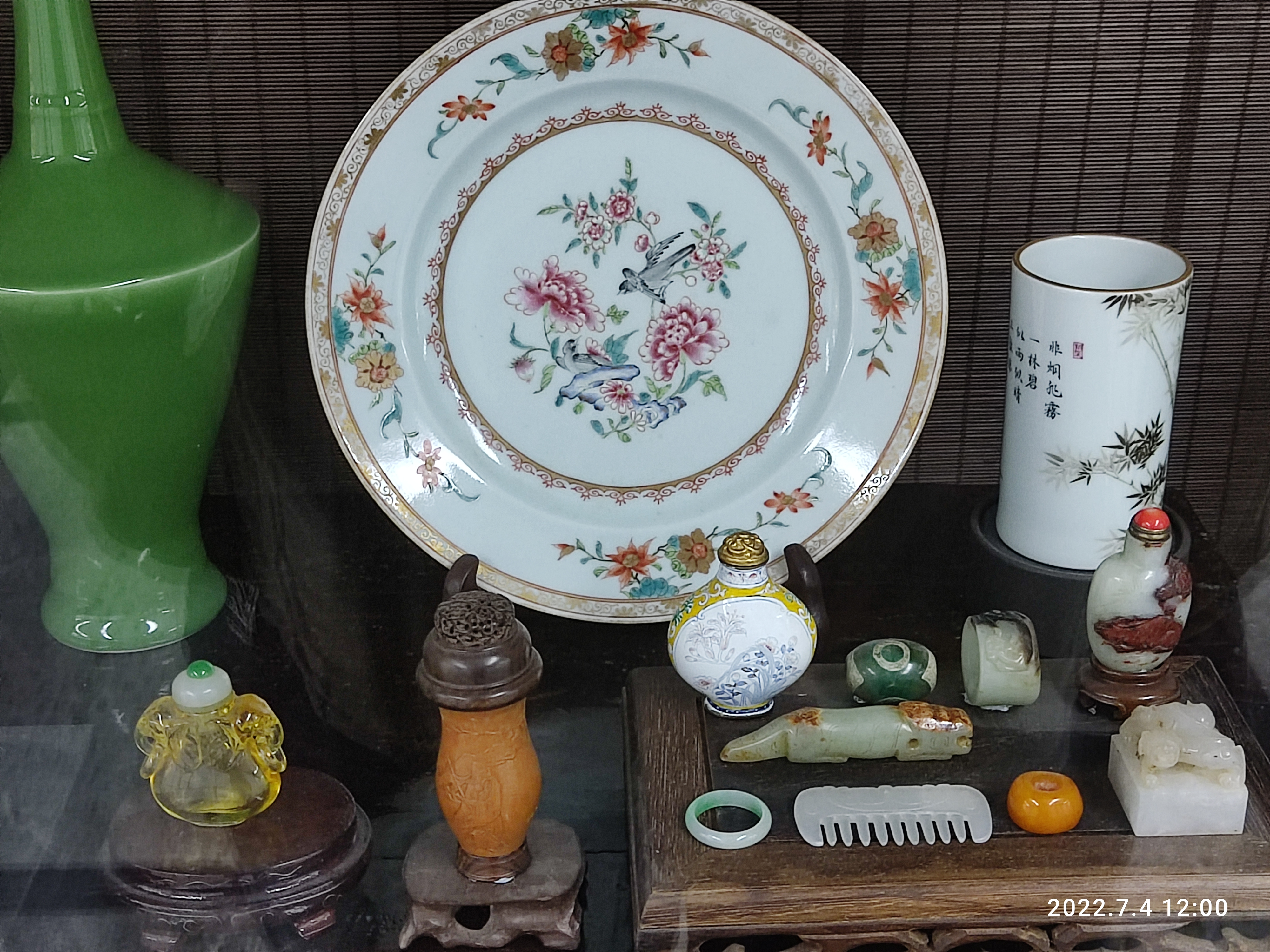
香港中環「萬邦行」古董、古玉收藏店櫥窗。

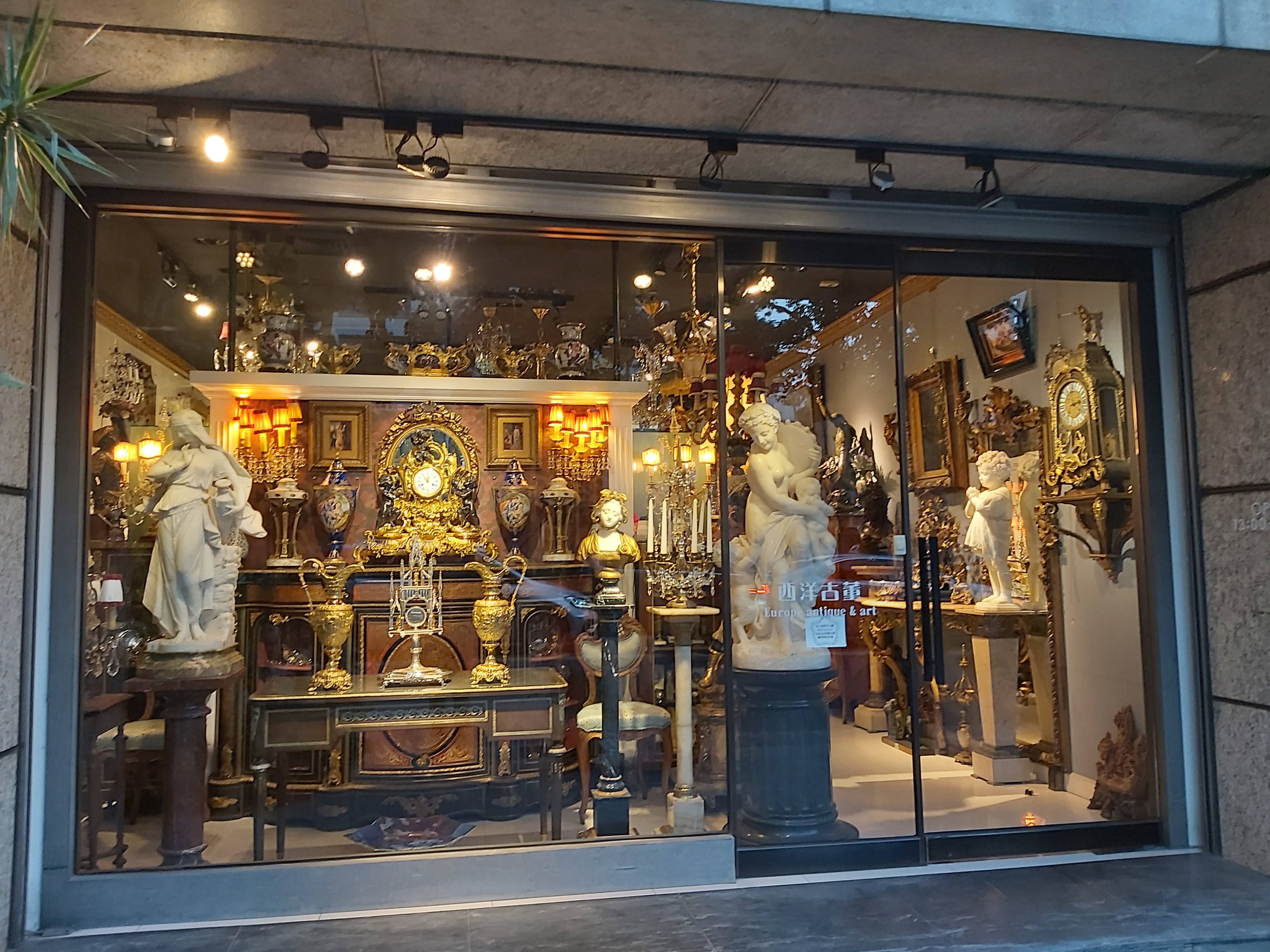
臺北市大安區的西洋古董收藏店。

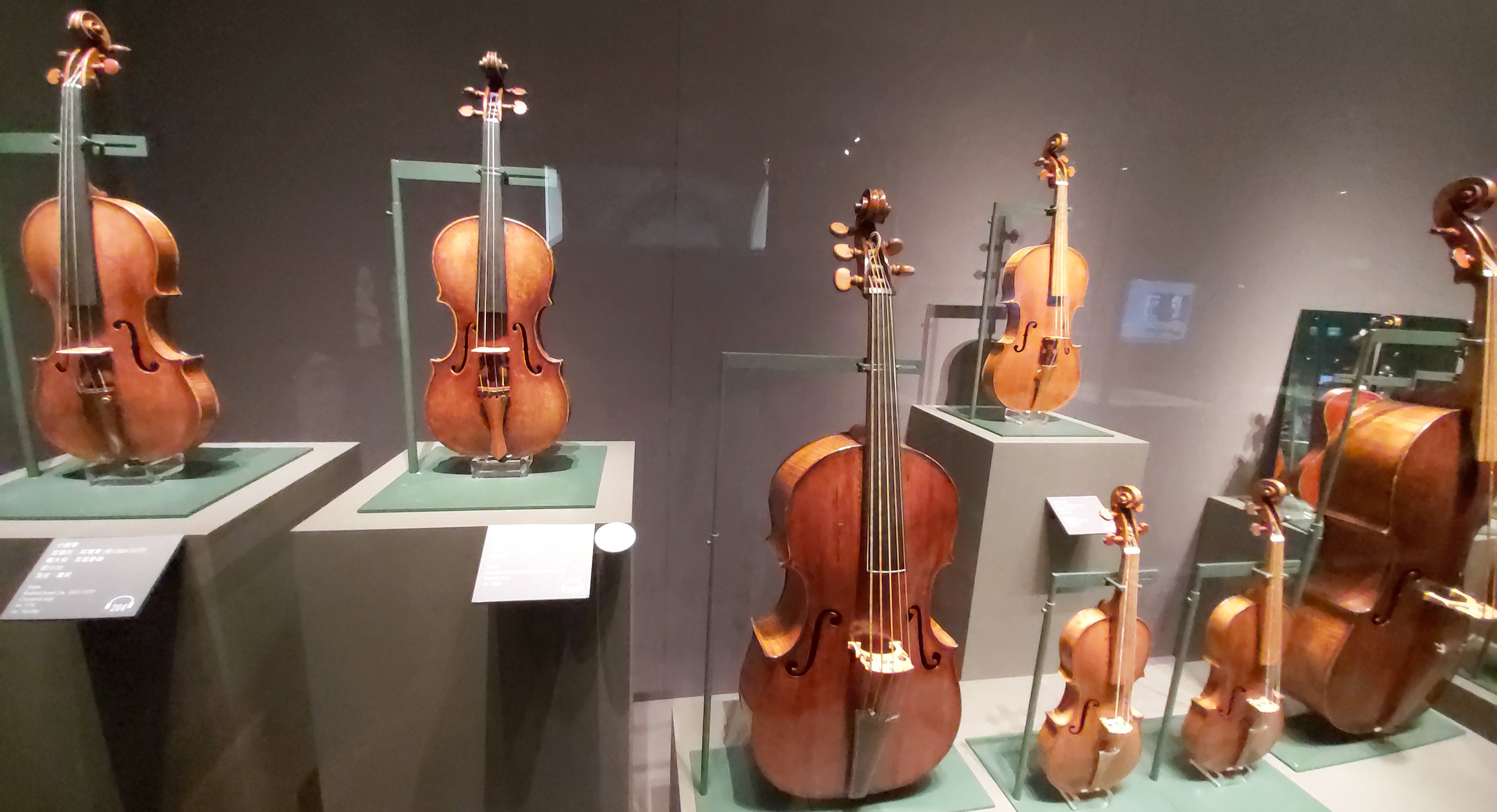
許文龍的提琴收藏，現陳列於臺南市奇美博物館樂器廳。

- 古董
- 古玉
- 自動機
  - 擺鐘、布穀鐘
  - 音樂盒
    - 鳥鳴音樂盒（英语：Singing bird box）

  - 雪景球
  - 機器人
- 珍貴的藝術品
- 法貝熱彩蛋
- 民間藝術
- 美洲原住民藝術
- 雕像
  - 佛像
  - 唐三彩
  - 兵馬俑
  - 十二獸首
- 器皿
  - 銅器
  - 陶瓷器
    - 花瓶
- 文物
- 屏風
- 扇子
- 書畫
- 照片
- 打印
- 樂器
- 古琴
- 提琴
- 鋼琴
- 喇叭
- 留聲機
- 黑膠唱片

### 文具、玩具 、武器

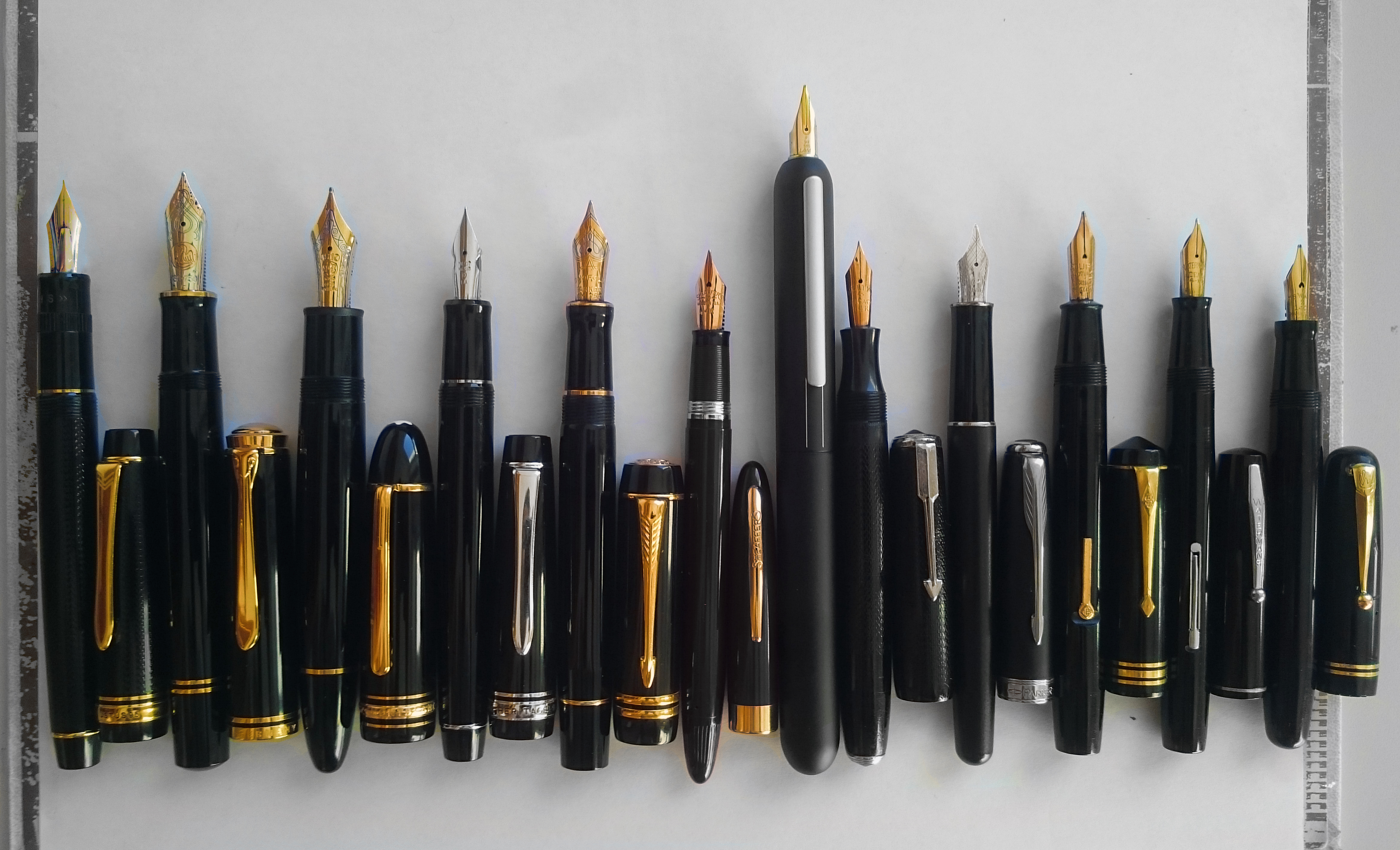
各式鋼筆收藏。

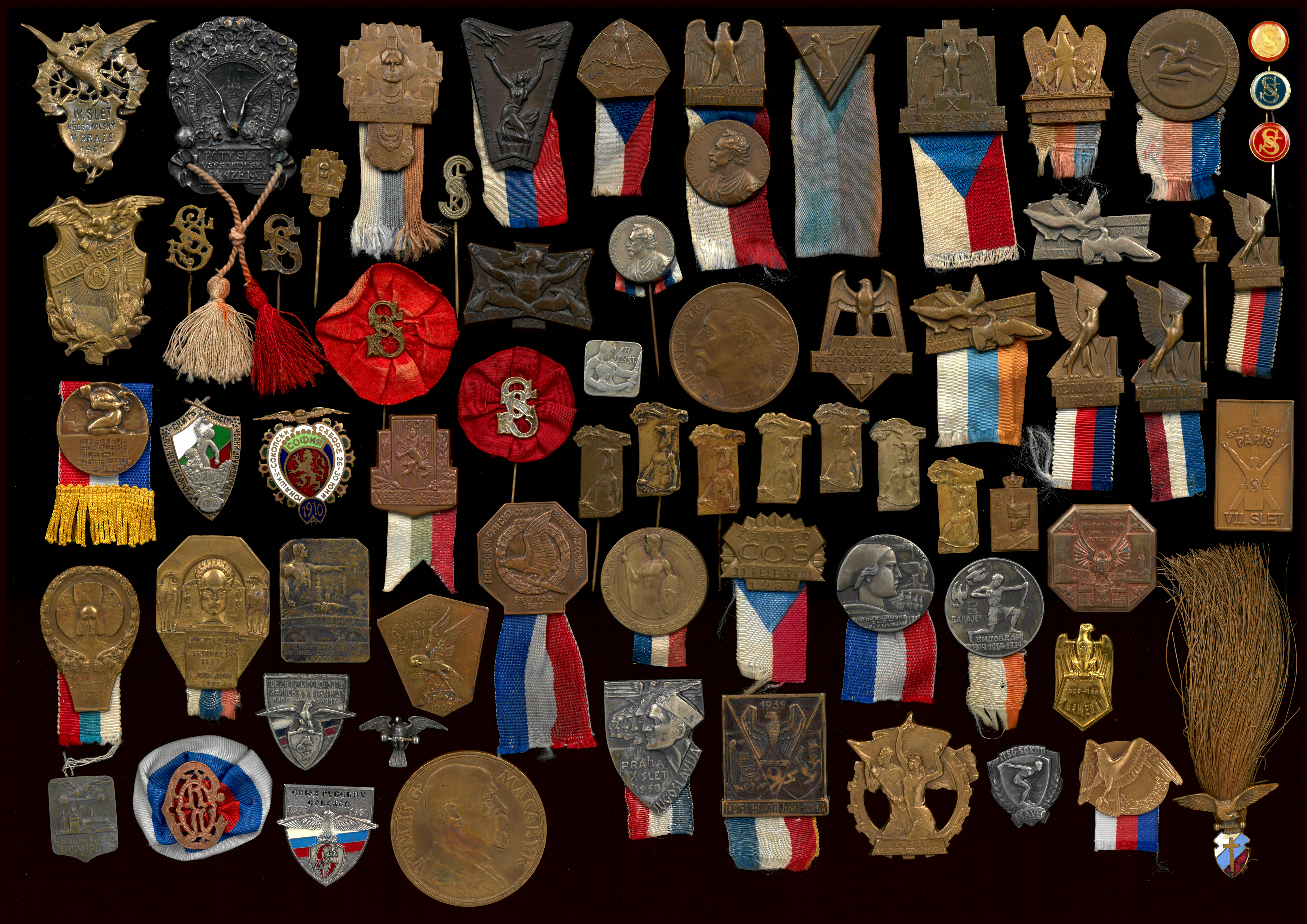
體育賽事獎章、獎牌收藏。

- 文房四寶
- 鋼筆、鵝毛筆
- 印章
- 珍玩
- 鼻煙壺
- 香水
- 拼圖
- 翁仔標
- 盔甲、兵器
- 軍用品
- 玩偶
- 球類
- 模型
- 積木、樂高
- 空竹、陀螺
- 彈珠

### 自然產物

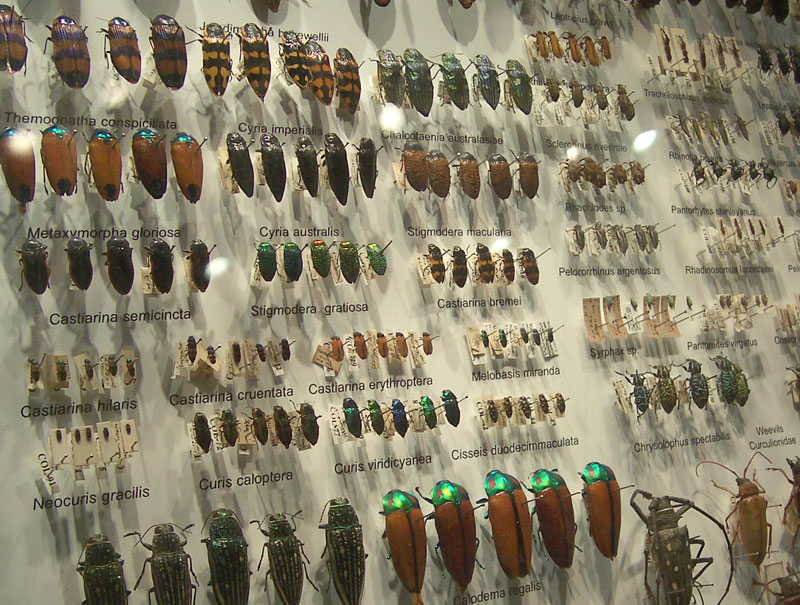
昆蟲標本收藏。

- 盆栽
- 沉香
- 標本
- 化石
- 貝殼
- 礦物
- 石頭
- 沙
- 軟木塞

### 風水擺飾
- 如玫瑰鹽燈、水晶石球、轉運流水、招財樹、聚寶盆、紫晶洞等

### 化學、藥劑
- 化學試劑
- 藥材

### 書籍、雜誌和紙張

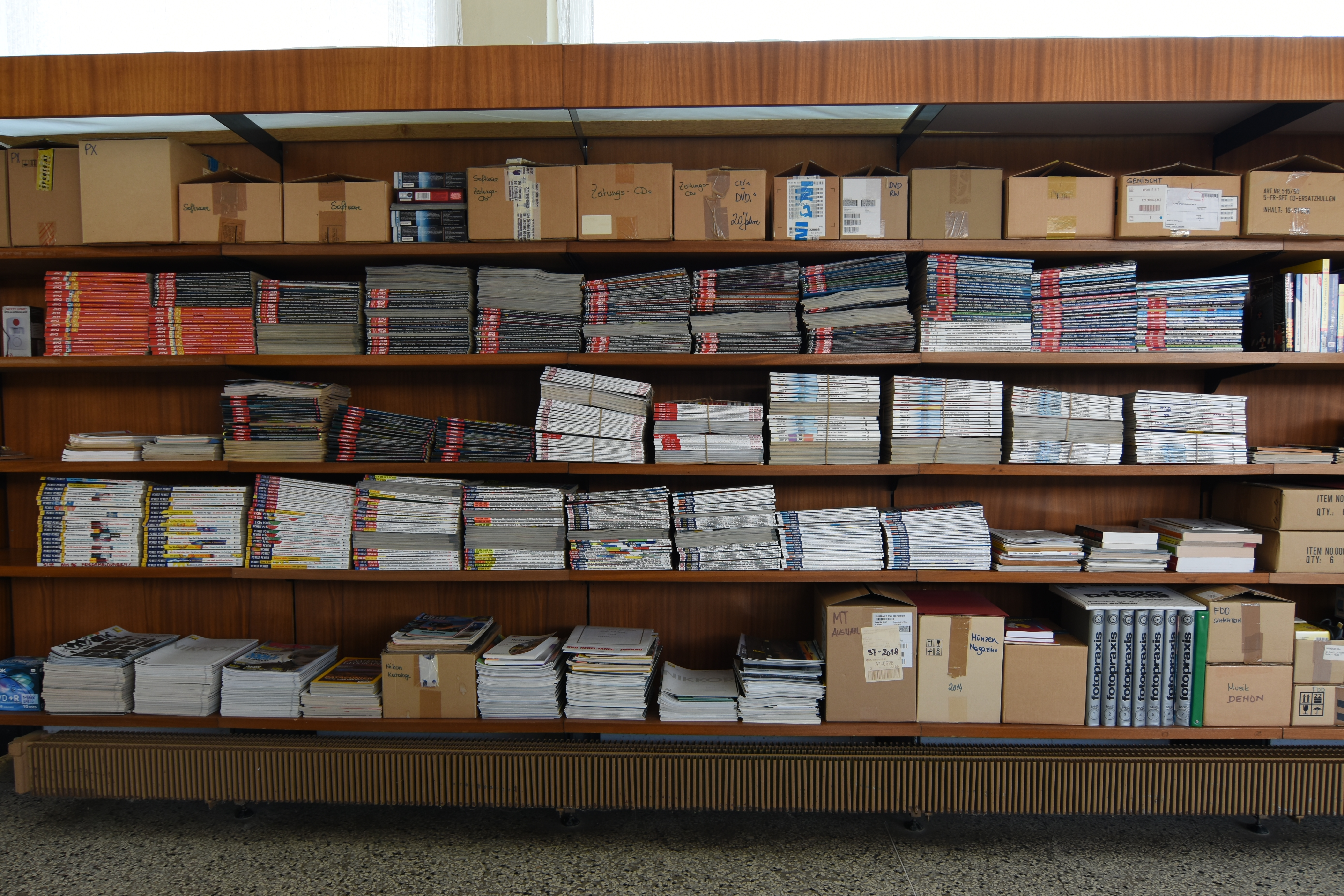
電腦雜誌收藏櫃。

- 書刊
  - 書籍
    - 古籍
    - 兒童文學

  - 漫畫
  - 雜誌
  - 報紙
- 廣告
- 绝对伏特加廣告
- 得到牛奶嗎廣告
- 文獻
- 簽名
- 地圖
  - 地球儀
  - 路線圖
- 镇
- 貼紙

### 儀器
- 攝影機
- 望遠鏡
- 顯微鏡
- 打字機
- 縫紉機

### 卡
- ATC卡片
- 電話卡
- 撲克牌
  - 鬼牌
  - 塔羅牌
- 明信片
- 貿易卡
- 運動卡
- 交換卡片

### 硬幣、紙幣、郵票
- 貨幣、流通貨幣
- 紀念幣
- 郵票